# Wigbold von Holte
Wigbold von Holte († 28. März 1304 in Soest) war von 1294 bis 1297 Propst des Aachener Marienstifts und anschließend bis 1304 Erzbischof von Köln. Als Sohn des Wigbold von Holte und der Wolderadis Dreigvörden entstammte er dem Edelherrengeschlecht derer von Holte mit Stammsitz im Osnabrücker Raum (Holter Burg). Sein Bruder Wilhelm war Bischof in Münster, seine Schwester Beatrix Äbtissin im Stift Essen. Sein Onkel Ludolf war Bischof in Münster, Onkel Hermann  Abt in Corvey und Tante Jutta Äbtissin in Nottuln.

## Wahl zum Kölner Erzbischof
Nach dem Tod von Erzbischof Siegfried in Bonn am 7. April 1297 versammelten sich Adel und Klerus zur Neuwahl eines Kölner Erzbischofs in Neuss, weil auf Köln noch das Interdikt lastete. König Adolf von Nassau war bei der Wahl anwesend. Graf Eberhard von der Mark trat für die Wahl Wigbolds ein, denn eine Nichte Wigbolds, Mechtilde von Aremberg  aus dem Haus Arenberg war mit seinem ältesten Sohn Engelbert vermählt. Als er im Mai 1297 durch das Domkapitel zum Erzbischof von Köln gewählt worden war, dem er als Domdechant angehörte, galt er bereits als senio confracti, als Greis. König Adolf schätzte sein diplomatisches Geschick und war daher ebenfalls für die Wahl Wigbolds.
1298 erhielt Wigbold von Papst Bonifatius VIII. das Pallium.

## Wirken als Kölner Erzbischof
In den weltlichen und geistlichen Wissenschaften hinlänglich unterrichtet, beschäftigte er sich vornehmlich damit, die politischen Schäden infolge der Niederlage seines Vorgängers in der Schlacht von Worringen gegen den Grafen von der Mark zu mindern. Zudem stand er in dem Ruf, dass er mehr als alles das Geld liebe und simonistisch sei. Er verstarb am 28. März 1304 in Soest, wo er auch begraben liegt.